# Celine Song
Celine Song (nacida como Song Ha-Young; en coreano: 송하영; 19 de septiembre de 1988) es una directora, dramaturga y guionista coreano-canadiense residente en los Estados Unidos. Entre sus obras se encuentran Endlings y The Seagull on The Sims 4. Su debut cinematográfico como directora con Vidas pasadas se estrenó en 2023 en el Festival de Cine de Sundance.

## Primeros años y educación
Song nació en Corea del Sur. Sus padres, ambos artistas, trasladaron a la familia a Markham, Ontario, Canadá, cuando ella tenía 12 años. Su padre, Song Neung-han, es cineasta.
Song recibió su MFA en escritura teatral de la Universidad de Columbia en 2014.

## Carrera
La obra de Song Endlings se estrenó en 2019 en el American Repertory Theatre. La ejecución off-Broadway del show se inauguró en marzo de 2020 en el New York Theatre Workshop, pero se interrumpió debido a la pandemia de COVID-19. El programa cuenta la historia de tres mujeres coreanas mayores haenyeos y un escritor coreano-canadiense que vive en Nueva York. En una crítica mixta, Alexandra Schwartz de The New Yorker describió Endlings como "dos obras unidas aproximadamente: una obra de teatro tradicional que busca representar la vida de las personas y un examen metaficcional de las propias motivaciones del dramaturgo, que coquetea con la honestidad antes de seguir un camino solipsista sin retorno".
En noviembre de 2020, Song dirigió una producción en vivo de La gaviota de Chekhov usando The Sims 4 en Twitch para New York Theatre Workshop, llamada The Seagull on The Sims 4. En una reseña de Vulture, Helen Shaw elogió la obra experimental: "Creo que el game-play/play-game de Song logró el truco al capturar la experiencia no de ir a un espectáculo sino de trabajar en uno. A instancias de ella, los espectadores trajeron la calidad de atención que viene con la colaboración, y eso se sintió como un motor en marcha debajo de todo, tratando de impulsar el espectáculo".
Su primer trabajo como guionista de televisión fue como escritora para la primera temporada de La rueda del tiempo de Amazon.
Song escribió el guion de Past Lives, su debut cinematográfico como directora, sobre dos amigos de la infancia que luego se reencuentran como adultos (interpretados por Greta Lee y Teo Yoo). La película fue producida por A24 y se estrenó en el Festival de Cine de Sundance el 21 de enero de 2023. Benjamin Lee de The Guardian la calificó con 4/5 estrellas y elogió el trabajo de Song: "... como escritora, Song se las arregla para mantener su diálogo creíblemente ligero y sobrio mientras que como directora, captura con confianza y evocación ambas ciudades con una amplitud eso desmiente su inexperiencia. Es una película hermosa y cautivadora, pero hecha con los dos pies bien puestos en el suelo". Richard Lawson de Vanity Fair elogió la película como "...subestimada y, sin embargo, vasta en su consideración de los lentos cambios de la vida, del pasado que siempre susurra al presente. La película es un debut tan auspicioso como uno puede esperar ver en Sundance, el anuncio de una cineasta confiada en su oficio y generosa con su corazón". Alissa Wilkinson de Vox dijo que Past Lives debería ser "...una de las películas más comentadas de 2023..." Su película ha sido comparada con las de Richard Linklater, Woody Allen y Noah Baumbach.

## Vida personal
Song reside en la ciudad de Nueva York con su esposo, el escritor Justin Kuritzkes.

## Filmografía

### Películas
| Año  | Título       | Notas                 | Ref.   |
| ---- | ------------ | --------------------- | ------ |
| 2023 | Past Lives   | Escritora y directora | [ 11 ] |
| 2025 | Materialists | Escritora y directora | [ 18 ] |

### Televisión
| Año  | Título              | Notas                  | Ref.  |
| ---- | ------------------- | ---------------------- | ----- |
| 2021 | La rueda del tiempo | Escritora; 8 episodios | [ 1 ] |

## Teatro
| Año  | Título                     | Notas     | Ref.                           | Ref.   |
| ---- | -------------------------- | --------- | ------------------------------ | ------ |
| 2020 | Endlings                   | Escritora | NYTW; febrero-marzo de 2020    | [ 19 ] |
| 2020 | The Seagull on The Sims 4. | Escritora | NYTW; 27-28 de octubre de 2020 | [ 20 ] |